# Штурово
Шту́рово (словац. Štúrovo, угор. Párkány, нім. Parkan, тур. Ciğerdelen) — місто у південно-західній Словаччині на березі Дунаю. У Штурово живе близько 11 тисяч людей, більшість з них — угорці. Місто розташоване на кордоні з Угорщиною навпроти угорського міста-побратима Естерґом — їх єднає Міст Марії Валерії.

## Назва міста
До 1920 року, коли північна Угорщина була приєднана до Чехословаччини за Тріанонським мирним договором, позбавившись таким чином майже двох третин території та близько трьох мільйонів угорців, місто носило назву Паркани (угор. Párkány). Згодом 28 років воно було відоме як словац. Parkan, а у 1948 році перейменовано на честь відомого словацького суспільного діяча Людовита Штура. Угорська община міста, яка складає більшу частину його населення, робила спроби повернути стару назву. 1991 року було проведено відповідний референдум, проте уряд відмовився перейменовувати місто.

## Історія
Місцевості поблизу Штурово були населені ще у доісторичні часи завдяки вигідному розташуванню. У римські часи тут була важлива переправа через Дунай — брід Анавум, як його називали римляни, був складовою системи лімесу — укріпленого кордону імперії.
Перша письмова згадка про місто датується 1075 роком. Прибулі угорські племена заснували тут поселення та назвали його Какат. Протягом декількох століть Какат був частиною великого Угорського королівства, доки 1541 року турки не завоювали Буду, зробивши сучасно Штурово та сучасний Естерґом прикордонними територіями.

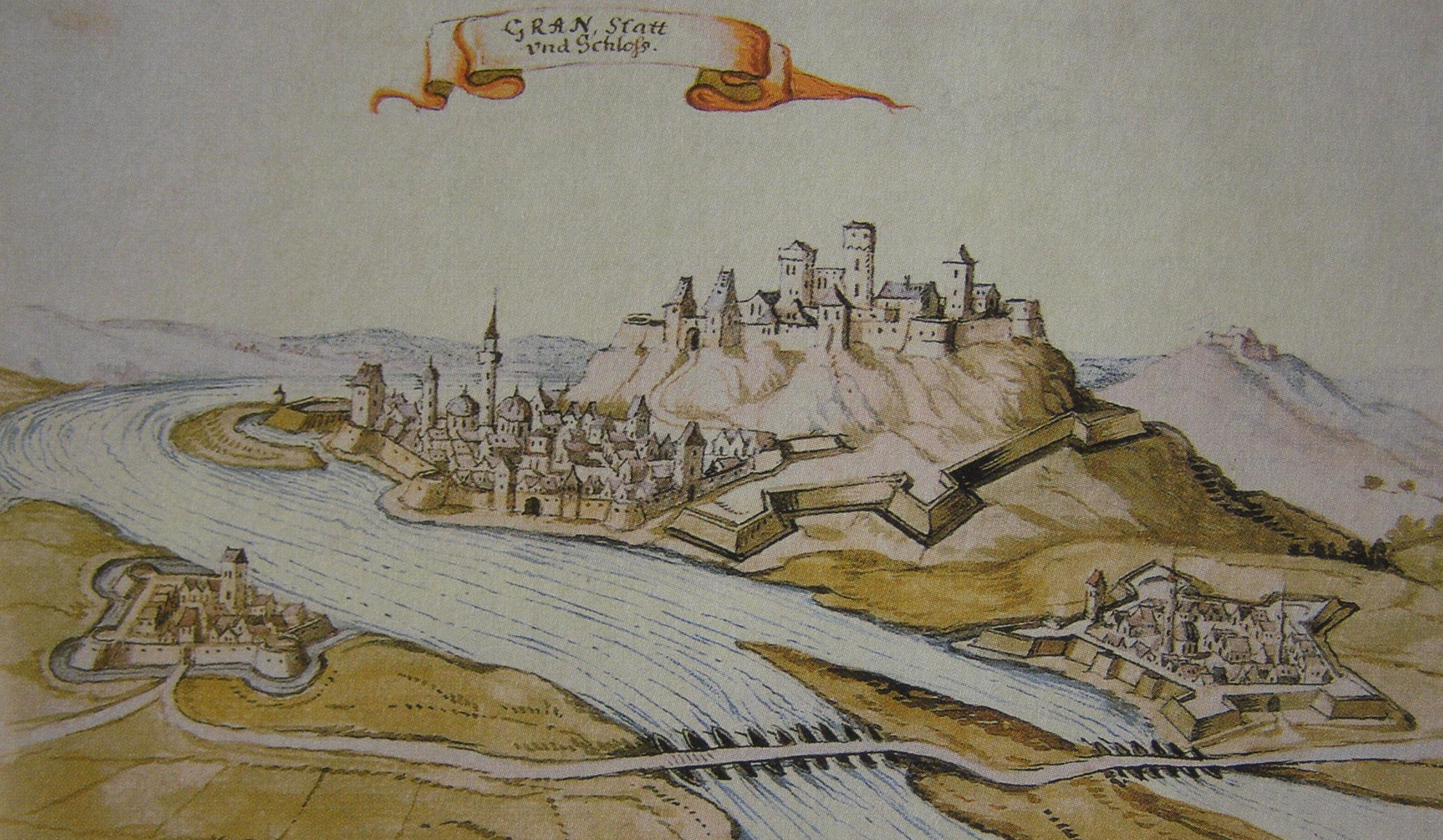
Паркани і Естерґом у 1664 році

Довгий час місто було частиною Османської імперії. Численні спроби відвоювати його були невдалими. Лише 1683 року, у результаті Битви під Парканами місто звільнилося від турецького панування і стало частиною імперії Габсбургів. За правління Марії Терезії Паркани відновили свої права. 1740 року імператриця дарувала їм права міста. У 1850 році тут було прокладено залізничну колію (між Віднем і Будапештом), а у 1895 відкрито міст Марії Валерії.
Після Першої світової війни місто стало частиною Чехословаччини. У результаті Першого Віденського арбітражу частину Південної Словаччини було повернуто Угорщині, проте після війни рішення Арбітражу було анульоване. У 1944-1945 Паркани окупували радянські війська, а згодом місто було повернуте Чехословаччині. 1948 року Паркани перейменовані у Штурово (детальніше див. розділ «Назва міста»).

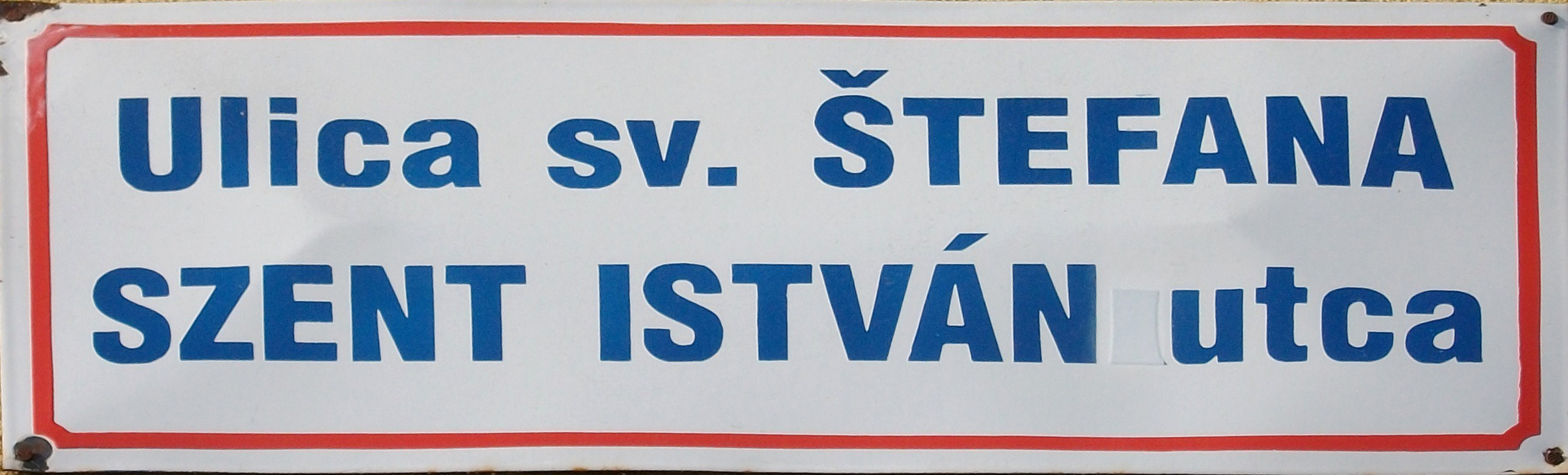
Таблиця вулиці святого Штефана угорською і словацькою мовами

Після Другої світової війни розпочалася активна індустріалізація. Було побудовано багато промислових об'єктів, зокрема паперова фабрика, тепловий курорт, залізнична станція, друга за величиною у Словаччині. Економіка міста Штурово особливо активно розвинулася після Оксамитової революції та відновлення прикордонного моста Марії Валерії.

## Населення
| Рік:            | 1994.  | 2004.    | 2014.   | 2024.    |
| --------------- | ------ | -------- | ------- | -------- |
| Кількість осіб: | 13 512 | 11 290   | 10 568  | 9322     |
| Різниця:        |        | -16,44 % | -6,39 % | -11,79 % |

| Рік:            | 2023. | 2024.   |
| --------------- | ----- | ------- |
| Кількість осіб: | 9361  | 9322    |
| Різниця:        |       | -0,41 % |

## Міста-побратими
- Естерґом, Угорщина
- Брунталь, Чехія
- Кастелларано, Італія
- Бараолт, Румунія
- Нові Бечей[en], Сербія
- Клобуцьк, Польща